# Gerhard Lauer
Gerhard Lauer, född 14 november 1962 i Karlsruhe, Västtyskland, är en tysk litteraturvetare samt professor i germanistik vid Göttingens universitet.
Lauer studerade germanistik, filosofi, tyska, musikvetenskap och judaistik vid Saarbrückens, Tübingens och Münchens universitet. Hans dissertation färdigställdes 1992 hos Wolfgang Frühwald i München. 2000 färdigställde han en avhandling om tidigmodern judisk litteratur. 2002 blev han professor vid Göttingens universitet. 
Han är medansvarig utgivare av  Journal of Literary Theory.